# 痛苦指数
痛苦指數（英語：Misery index），一種總體經濟指標，於1970年代由亞瑟·奧肯發表，代表令人不快的經濟狀況，等於通貨膨脹與失業率之總和。
其公式為：痛苦指數 = 通貨膨脹百分比 + 失業率百分比，表示一般大眾對相同昇幅的通貨膨脹率與失業率感受到相同程度的不愉快。現代經濟學家不同意以完全負面的「痛苦」一詞來形容上述通貨膨脹機轉的負面衝擊。實際上，經濟學家中有許多認為公眾對溫和通貨膨脹的成見是來自其相互影響：群眾只記得在高通貨膨脹時期相關的經濟困難狀況。以現代經濟學家的觀點來說，溫和的通貨膨脹是較不重要的經濟問題，可由對抗滞胀（stagflation）（可能由貨幣主義所刺激）來作部分中止。